# 孤独のRunaway
「孤独のRunaway」（こどくのランナウェイ）は、安宅美春の楽曲。1990年11月10日にデビュー・シングルとして発売された。

## 制作
ギターインストシングルで、日本女性初ソロ・ギタリストのデビュー・シングルとなった本作は、1990年代初頭に廃盤となっており、復刻盤のリリースならびに音楽配信サイトで配信はされていない。また、本シングルの原盤権は渡辺音楽出版が保有しているが、「孤独のRunaway」の音楽出版権はドラマ『代表取締役刑事』のタイアップの関係でテレビ朝日ミュージックと石原音楽出版が保有しており、渡辺音楽出版とビーイングは音楽出版権を有していない。
本シングルリリースから1ヶ月後の12月10日には、英単語を全て大文字表記にした同名アルバム『孤独のRUNAWAY』がリリースされ、2曲とも収録された。

## 音楽性
表題曲はB'zのギタリスト・松本孝弘が作曲を手掛けた。同バンドのボーカル・稲葉浩志がコーラスで参加しており、わずかだが歌詞もある。翌1991年に発売された彼らのミニ・アルバム『MARS』では、稲葉がさらに作詞した上でセルフカバーしている。さらに2000年のマスト・アルバム『B'z The "Mixture"』では再レコーディングしている。
1992年には飯島直子と網浜直子によるユニットW-NAOが本作をカバーした上でCDデビュー。コーラスには大黒摩季が参加している。
カップリング曲の「KNOCK ME」は安宅が作曲している。

## 収録楽曲
1. 孤独のRunaway
  - 作詞：稲葉浩志 / 作曲：松本孝弘 / 編曲：松本孝弘 & 明石昌夫・B+U+M
    - Sound Produced by 松本孝弘 (B'z)[注釈 1]
2. KNOCK ME
  - 作詞・作曲：安宅美春 / 編曲：大堀薫

## タイアップ
- テレビ朝日系テレビドラマ『代表取締役刑事』テーマ曲（#1）

## 参加ミュージシャン
- 安宅美春：ギター
- 松本孝弘：ギター（#1）
- 稲葉浩志：コーラス（#1）
- 明石昌夫：マニピュレーター（#1）
- 葉山たけし：ギター（#2）
- 生沢佑一：コーラス（#2）
- 大黒摩紀：コーラス（#2）
- 大堀薫：マニピュレーター（#2）
- 小野塚晃：シンセサイザー

## 収録アルバム
| 楽曲          | 発売日         | 収録アルバム                                     | 規格品番   | 発売元       | 備考                                                               |
| ------------- | -------------- | ------------------------------------------------ | ---------- | ------------ | ------------------------------------------------------------------ |
| 孤独のRunaway | 1990年11月10日 | 『代表取締役刑事 オリジナルサウンドトラック』    | FHCF-1080  | ファンハウス | テレビ朝日系テレビドラマ『代表取締役刑事』のサウンドトラック。     |
| 孤独のRunaway | 1990年12月10日 | 『孤独のRUNAWAY』                                | FHCF-1089  | ファンハウス | 安宅美春のオリジナルアルバム。                                     |
| 孤独のRunaway | 1991年5月25日  | 『代表取締役刑事 オリジナルサウンドトラック II』 | FHCF-1124  | ファンハウス | テレビ朝日系テレビドラマ『代表取締役刑事』のサウンドトラック。     |
| 孤独のRunaway | 2006年3月22日  | 『刑事ベスト24時!!』                             | BVCR-15005 | BMG JAPAN    | 刑事ドラマのテーマソングのみを収録したコンピレーション・アルバム。 |
| KNOCK ME      | 1990年12月10日 | 『孤独のRUNAWAY』                                | FHCF-1089  | ファンハウス | 安宅美春のオリジナルアルバム。                                     |

## カバー
| 曲名          | アーティスト | 収録作品              | 発売日        | 発売元                                  | 規格品番   | 備考           |
| ------------- | ------------ | --------------------- | ------------- | --------------------------------------- | ---------- | -------------- |
| 孤独のRunaway | B'z          | 『MARS』              | 1991年5月29日 | BMGビクター                             | BMCR-9009  | セルフカバー。 |
| 孤独のRunaway | B'z          | 『B'z The "Mixture"』 | 2000年2月23日 | BERG レーベル                           | BVCR-14002 | セルフカバー。 |
| 孤独のRunaway | W-NAO        | 「孤独のRunaway」     | 1992年3月18日 | テイチクエンタテインメント / Bi-ta-ming | TEDA-216   |                |